# مزدا بی‌تی-۵۰

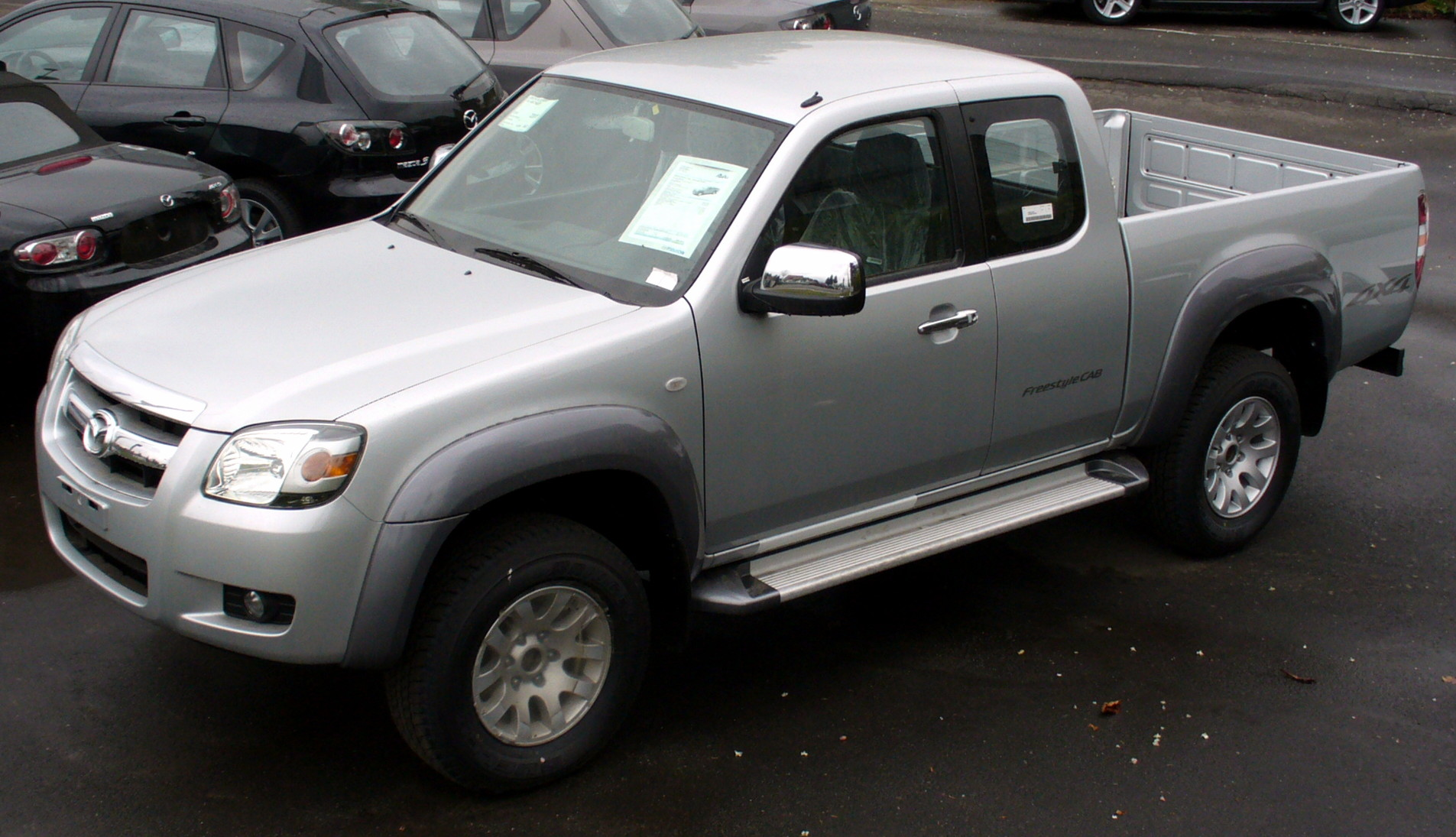
مزدا بی‌تی-۵۰ مدل ۲۰۰۷

مزدا بی‌تی-۵۰ یک وانت پیکاپ یک تن است که توسط شرکت خودروسازی مزدا تولید شده است.مزدا بی‌تی-۵۰ از مدل فورد رنجر که قبل از آن ساخته شده بود، بزرگتر است و در بازار آمریکای شمالی، فروخته نشده است.بی‌تی-۵۰ برای نخستین بار در نمایشگاه خودروی بانکوک در سال ۲۰۰۶ رونمایی شد.